# 21698 McCarron
21698 McCarron è un asteroide della fascia principale. Scoperto nel 1999, presenta un'orbita caratterizzata da un semiasse maggiore pari a 2,5309486 UA e da un'eccentricità di 0,1623253, inclinata di 3,49257° rispetto all'eclittica.